# طایفه ملاشاهی
طایفه ملاشاهی از طوایف قدیم سیستان است.

## پیشینه
این طایفه در اصل شاخه ایی از طایفه سربندی(سرابندی)است، نیای این طایفه نقیب محمد شاهی ملا هم عصر ملک محمود اول سیستانی و هم عصر شاه اسماعیل اول صفوی در قرن دهم هجری می‌باشد که ملک شاه حسین سجستانی کیانی (ملک شاه حسین بن شاه غیاث الدین سیستانی) در کتاب احیاء الملوک در قرن یازدهم هجری اینطور در مورد نقیب محمد شاهی ملا می‌نویسد: نقیب محمد شاهی ملا و نقیب جمال در میان سربند سربلند شدند و در شهرکی نقیب رئیس ظهور نمود و ترقی یافت. نقیب محمد را سخت کمان می‌گفتند و در شجاعت و تهاور و تدبیر ثانی نداشت. و رئیس احمد که کلانتر رامرود بود و مادرش از جماعت شهرک است و به اتفاق یکدیگر قطع و رفع مهمات می‌نمودند و هرگز هیچ‌کس از طوایف اتراک (ترکها) به ایشان دست نبود تا زمان جلوس ملک محمود و شمه ای از حال ایشان در طی حالات ملک محمود بیان خواهد شد.

## نام
نقیب که در لغت نامه دهخدا به معنای مهتر قوم، پیشوا، رئیس، بزرگتر معنا شده‌است. سخت کمان در لغت نامه دهخدا به پهلوان و تیرانداز و شه زور معنا شده‌است. ظاهراً در قرن دهم هجری بزرگ سربندی‌ها (سرابندی)، محمد شاهی ملا بوده و اولاد و انساب این شخص به جای منسوب کردن خود به طایفه سرابندی به جدی اعلا خود منسوب بودند و نام شاهی ملا به مرور زمان در میان آنها به ملاشاهی تغییر کرده و نام شناسنامه ایی این طایفه هم به صورت ملاشاهی ثبت و ضبط شده. دو قرن بعد از محمد شاهی ملا، میرقنبر بزرگ طایفه سرابندی بوده که از جنگاوری‌های او در سپاه ملک محمود دوم سیستانی(ملک محمود سیستانی) در کتاب شجره الملوک یاد شده و سند و شجره نامه ایی در میان نیست که نسب میرقنبر هم به شاهی ملا می‌رسد یا از نسل شخص دیگر از مردم سربندی بوده‌است.

## روستا
- حسنخون
- شاهبیک ملاشاهی
- دره ملاشاهی
- گوری (زهک)